# Liste der denkmalgeschützten Objekte in Klagenfurt am Wörthersee-Großponfeld
Die Liste der denkmalgeschützten Objekte in Klagenfurt am Wörthersee-Großponfeld enthält die 5 denkmalgeschützten, unbeweglichen Objekte der Katastralgemeinde Großponfeld der Gemeinde Klagenfurt am Wörthersee.

## Denkmäler
| Foto |                 | Denkmal                                                                   | Standort                                      | Beschreibung | Metadaten |
| ---- | --------------- | ------------------------------------------------------------------------- | --------------------------------------------- | --- | --- |
| ja   | Datei hochladen | Schloss Ehrenbichl samt Kapelle HERIS-ID: 35762 Objekt-ID: 34560          | Ehrenbichlweg 31 Standort KG: Großponfeld     | Das stattliche Schloss ist ein zweigeschoßiger frühbarocker Bau mit siebenachsiger südlicher Schauseite mit Pilastergliederung. Im Erdgeschoß befindet sich ein Mosaikboden aus der Erbauungszeit. Östlich des Schlosses befindet sich eine kleine, 1778 erbaute Kapelle mit einem römischen Grabstein.              | BDA-Hist.: Q2240752 Status: Bescheid Stand der BDA-Liste: 2025-06-30 Name: Schloss Ehrenbichl samt Kapelle GstNr.: .81 Schloss Ehrenbichl                                    |
| ja   | Datei hochladen | Speicherbau HERIS-ID: 55238 Objekt-ID: 63812                              | Glantalstraße Standort KG: Großponfeld        | Am Speicherbau mit Schlüsselscharten befindet sich eine gemalte Sonnenuhr, bezeichnet mit 1529. Im Erdgeschoß wurde 1965 eine Kapelle mit Mosaiken von Max Spielmann eingerichtet. | BDA-Hist.: Q38064229 Status: § 2a Stand der BDA-Liste: 2025-06-30 Name: Speicherbau GstNr.: 750/2 Speicherbau Pitzelstätten                                                  |
| ja   | Datei hochladen | Schloss Pitzelstätten, heute HBLA HERIS-ID: 35769 Objekt-ID: 34568        | Glantalstraße 59 Standort KG: Großponfeld     | Das Schloss, das heute als Schule genutzt wird, geht auf eine 1529 umgebaute Burg zurück. Damals war die Schauseite im Westen (Portal, Zwillingsfenster); bei der Barockisierung Mitte des 18. Jahrhunderts wurde die Ostseite zur Schauseite umgestaltet. In zwei Räumen im Erdgeschoß gibt es barocke Stuckdecken. | BDA-Hist.: Q1644615 Status: Bescheid Stand der BDA-Liste: 2025-06-30 Name: Schloss Pitzelstätten, heute HBLA GstNr.: 750/2 Schloss Pitzelstätten                             |
| ja   | Datei hochladen | Getreidekasten, Josefhube HERIS-ID: 35770 Objekt-ID: 34569                | bei Glantalstraße 59 Standort KG: Großponfeld | Der Bruchsteinbau aus der ersten Hälfte des 17. Jahrhunderts hat im Obergeschoß eine hölzerne Laube. | BDA-Hist.: Q37967023 Status: Bescheid Stand der BDA-Liste: 2025-06-30 Name: Getreidekasten, Josefhube GstNr.: 743 Getreidekasten Pitzelstätten                               |
| ja   | Datei hochladen | Kath. Filialkirche hl. Paul und Friedhof HERIS-ID: 54096 Objekt-ID: 62231 | Josef-Dobernig-Weg 8 Standort KG: Großponfeld | Die steinplattlgedeckte, barockisierte Chorturmkirche ist ein im Kern romanischer Saalbau mit gotischem kreuzrippengewölbten Chor. Der Turm wurde im 19. Jahrhundert erhöht und mit einem achtseitigen biedermeierlichen Spitzhelm versehen. Die Altäre stammen aus dem 17. Jahrhundert.                             | BDA-Hist.: Q38059625 Status: § 2a Stand der BDA-Liste: 2025-06-30 Name: Kath. Filialkirche hl. Paul und Friedhof GstNr.: .101 Filialkirche hl. Paul, Emmersdorf (Klagenfurt) |